# National handleplan mod børn og unges rygning
National handleplan mod børn og unges rygning er en plan, vedtaget 18. december 2019 af et bredt flertal i Folketinget (Regeringen (Socialdemokratiet) , Venstre, Radikale Venstre, Socialistisk Folkeparti, Det Konservative Folkeparti, Enhedslisten og Alternativet)  sætter massivt ind mod børn og unges rygning.
Baggrunden er at et stigende antal børn og unge begynder at  ryge,  og knapt hver tredje unge  mellem 11 og 17 der ryger, forventes at dø på grund af rygning, hvis de fortsat ryger som voksne. 
Planen indebærer bl.a. at der skal være røgfri skoletid på folkeskoler og ungdomsuddannelser – og at al tobak og e-cigaretter skal gemmes væk i butikkerne. Man vil indføre standardiseret, neutral emballage for alle tobaksvarer og e-cigaretter for at undgå, at de forskellige mærker og symboler tillægges særlige egenskaber eller knyttes til forbilleder mv.
En lovpakke om rygning, på basis af planen,  træder i kraft 1. januar 2021.